# Rauno Miettinen
Rauno Martti Juhani Miettinen (Kuopio, 25 de mayo de 1949) es un deportista finlandés que compitió en esquí en la modalidad de combinada nórdica. 
Participó en cuatro Juegos Olímpicos de Invierno, entre los años 1972 y 1984, obteniendo una medalla de plata en Sapporo 1972, en la prueba individual.
Ganó tres medallas de plata en el Campeonato Mundial de Esquí Nórdico entre los años 1978 y 1984.

## Palmarés internacional
| Juegos Olímpicos   | Juegos Olímpicos      | Juegos Olímpicos | Juegos Olímpicos          |
| Año                | Lugar                 | Medalla          | Prueba                    |
| ------------------ | --------------------- | ---------------- | ------------------------- |
| 1972               | Sapporo (Japón)       | Medalla de plata | TN + 15 km individual     |
| Campeonato Mundial |                       |                  |                           |
| Año                | Lugar                 | Medalla          | Prueba                    |
| 1978               | Lahti (Finlandia)     | Medalla de plata | TN + 15 km individual     |
| 1982               | Oslo (Noruega)        | Medalla de plata | TN + 3 × 10 km por equipo |
| 1984               | Rovaniemi (Finlandia) | Medalla de plata | TN + 3 × 10 km por equipo |